# هربرت تشانغ
هربرت تشانغ (2 يوليو 1952 بجامايكا - ) (بالإنجليزية: Herbert Chang)‏ هو لاعب كريكت جامايكي. شارك مع منتخب الهند الغربية للكريكت ومنتخب جامايكا الوطني للكريكت.

## وصلات خارجية
- هربرت تشانغ على موقع إي آس بي آن كريك إنفو (الإنجليزية)